# Kent Larsen
Kent Larsen, född 25 september 1935 i Odense i Danmark, är en svensk dokusåpaprofil som först deltog i första omgången av Expedition: Robinson, 1997, där han kom tvåa efter Martin Melin. Han var också med som veteran i Expedition: Robinson 2003 och har deltagit i andra TV-program.
Han var redan innan Robinson en lokal kändis som "skoterprästen" när han arbetade för Svenska kyrkan i södra Lappland, med utångspunkt från Ammarnäs. Hans formella titel var pastorsdiakon. Han var senare egenföretagare i turistnäringen med bland annat jaktturism. Han bodde på egna anläggningen "Äventyrsgården" tills den brann ned i februari 1997. I samband med detta såg han att de sökte deltagare till en äventyrssatsning i Sveriges Television, som skulle bli Expedition Robinson.
Larsen var senare spårhund i TV-programmet som På rymmen,  ett inslag i Blåsningen, och som specialgäst i Big Brother. Han deltog även i Club Goa där han åkte ut ganska tidigt på grund av, enligt honom själv, fusk.